# Keratéa
Keratéa (Keratea) är en ort i Grekland.   Den ligger i prefekturen Nomarchía Anatolikís Attikís och regionen Attika, i den sydöstra delen av landet, 30 km sydost om huvudstaden Aten. Keratéa ligger 198 meter över havet och antalet invånare är 7 493.
Terrängen runt Keratéa är lite kuperad.  Närmaste större samhälle är Voúla, 18,0 km väster om Keratéa. 